# Le Chevalier et la Princesse
Pour plus de détails, voir Fiche technique et Distribution.
Le Chevalier et la Princesse (الفارس والأميرة, Alfares val Amireh) est un film d'animation saoudi-égyptien réalisé par Bashir El Deek et Ibrahim Mousa, sorti en 2019.

## Fiche technique
- Titre : Le Chevalier et la Princesse
- Titre original : الفارس والأميرة
- Réalisation : Bashir El Deek et Ibrahim Mousa
- Scénario : Bashir El Deek
- Animation : Mustafa Hussein et Mohamed Fathy
- Montage : Solafa Noureddin
- Musique : Haitham Alkhamissi
- Décors : Mostafa Reda et Mohammed Abdelwahab
- Producteur : Alabbas Bin Alabbas
- Production : Alsahar Animation
- Distribution :
- Pays d'origine :  Arabie saoudite,  Égypte
- Format : couleur
- Genre : animation
- Langue originale : arabe
- Durée : 96 minutes
- Dates de sortie :
  - Égypte : 
    - 19 septembre 2019 (Festival du film d’El Gouna)
    - 29 janvier 2020 (en salles)

  - France : 15 juin 2020 (Festival international du film d'animation d'Annecy, en ligne)

## Distribution

### Voix originales
- Haitham Elkhamissi
- Mohamed El Dafraway : Hajjaj
- Maged El Kedwany : Jinni Shamhourish
- Lekaa El Khamisy : le narrateur
- Mohamed Ghaneemah : Zaid
- Donia Samir Ghanem : Princesse Lubna
- Mohamed Henedi : Jinni Bakto
- Abla Kamel : la fille de Hajjaj
- Ghassan Matar : Roi Daher
- Saeed Saleh
- Aminah Rizq : Fokha
- Medhat Saleh : Mohammed Alkassim
- Abdel Rahman Abou Zahra : le sorcier

## Accueil
Le film a été sélectionné au Festival international du film d'animation d'Annecy 2020 dans la catégorie Contrechamp. En raison de la pandémie de Covid-19, cette édition s'est faite « en ligne », mais sans diffusion publique de certains longs métrages. Ce film faisait partie de ceux disponibles en intégralité pour le public.